# Théorème de Fatou
Ne pas confondre avec le théorème de Fatou-Lebesgue (théorème de convergence dominée) ni avec le lemme de Fatou en théorie de l'intégration.
 (mars 2024).
Si vous disposez d'ouvrages ou d'articles de référence ou si vous connaissez des sites web de qualité traitant du thème abordé ici, merci de compléter l'article en donnant les références utiles à sa vérifiabilité et en les liant à la section « Notes et références ».
En mathématiques, le théorème de Fatou est un résultat d'analyse complexe dû au mathématicien français Pierre Fatou (1878 – 1929), qui énonce l'existence d'au moins un point fixe complexe pour toute composée d'une fonction entière (hors translation) avec elle-même.

## Énoncé
Soit f une fonction entière, c'est-à-dire une fonction holomorphe définie sur tout le plan complexe. Si f n'est pas une translation, autrement dit si elle ne s'écrit pas sous la forme f(z)=z+c avec c constante, alors la composée f ∘ f admet au moins un point fixe : il existe un nombre complexe z0 tel que f(f(z0))=z0.
Ce résultat n'a pas d'équivalent pour les fonctions d'une variable réelle, même développables en série entière. En effet, la fonction exponentielle réelle n'est pas une translation et sa composée avec elle-même est sans point fixe sur la droite réelle.